# Cyprinodon nazas
Cyprinodon nazas é uma espécie de peixe da família Cyprinodontidae.
É endémica do México.